# Tuéjar
Tuéjar è un comune spagnolo di 1 218 abitanti situato nella comunità autonoma Valenciana.